# Asztrid belga királyi hercegnő
Asztrid hercegnő (1962. június 5. –) teljes nevén Astrid Josephine Charlotte Fabrizia Elisabeth Paola Marie belga királyi hercegnő II. Albert belga király és Paula lánya, Fülöp belga király húga. Házassága révén osztrák főhercegné.

## Életrajza

### Hercegnőként
Asztrid hercegnő a brüsszeli Laeken-palotában született 1962. június 5-én. Édesapja Albert herceg az akkori Belga király I. Baldvin öccse, anyja Paula hercegnő. A királyi család a Laeken-palotában éli az életét. 1992-ben a gyermektelen Baldvin király elhunyt. Mivel a felesége mind az öt gyermekével elvetélt Asztrid apja, II. Albert megörökölte a belga trónt, majd 2013-ban II. Albert lemondott a trónról Asztrid bátyja, Fülöp javára. Asztrid hercegnő korábban a Belga Vöröskereszt elnöke volt, de az elnöksége 2007. december 31-én véget ért. A Nemzetközi Paralimpiai Bizottság tiszteletbeli tanácsának tagja.
Asztrid sok éven át támogatta a taposóaknák okozta robbanások túlélőinek jogait, aktívan részt vett a taposóaknák használatát betiltó Ottawai egyezmény végrehajtásának munkájában, amelyhez Belgium 1998-ban csatlakozott. Asztrid hercegnő előmozdította az aknák globális tilalmának elfogadását és elősegítette a túlélők jogait az ENSZ különböző ülésein.

### Házassága
Asztrid hercegnő 1984. szeptember 22-én Brüsszelben házasodott össze I. Károly, az utolsó osztrák császár unokájával, Lőrinc osztrák főherceggel, a Habsburg-ház Este-ágának fejével. Asztrid így osztrák főhercegné. 
Házasságuk alatt összesen öt gyermekük született:
- Amedo herceg (1986)
- Mária Laura hercegnő (1988)
- Joakim herceg (1991)
- Lujza Mária hercegnő (1995)
- Letícia hercegnő (2003)

## Megszólításai és kitüntetései

### Megszólításai
1962–1984 Ő királyi fensége Asztrid hercegnő
1984 óta Az ő birodalmi és királyi fensége Asztrid hercegnő

### Kitüntetései
Belgium: a Belga Lipót-rend nagy keresztje
  Németország: a Németországi szövetségi Köztársaság Érdemrendjének 1. osztálya
  Magyarország: A Magyar Köztársaság Érdemrendjének nagykeresztje
  Luxemburg: Nassaui Adolf-rendjének nagy keresztje
  Hollandia: A Korona Rendjének nagy keresztje
  Norvégia: A Norvég Királyi Rendek nagy keresztje
  Portugália: Henry herceg rendjének nagy keresztje
  Spanyolország: A Polgári Érdemrend Rendje nagy keresztje
  Svédország: A Polar Csillag királyi rendjének nagy keresztje

 Peru: Freedom of the City of Lima